# Alphonse-Joseph Georges
Alphonse-Joseph Georges, francoski general, * 19. avgust 1875, † 24. april 1951.